# 古河镇 (阜宁县)
古河镇，是中华人民共和国江苏省盐城市阜宁县下辖的一个乡镇级行政单位。

## 行政区划
古河镇下辖以下地区：
古河社区、古颜村、梁庄村、韦唐村、许高村、小许村、张秦村、洋桥村、联合村、张刘村、大冲村、神墩村、前墩村、运河村、刘庄村、左杨村、富民村、中桥村、梨元村和古凤村。是梨园村，之前还有个颜楼村，后来与梨园合并了，但习惯上颜楼的人包括我都不会称自己是梨园的。